# Kanaja
Kanaja (arab. قناية) – miejscowość w Syrii, w muhafazie Aleppo. W 2004 roku liczyła 5975 mieszkańców.